# Formigueiro-ferrugem
Formigueiro-de-dorso-ferrugíneo ou formigueiro-ferrugem (Myrmoderus ferrugineus) é uma espécie de ave da família Thamnophilidae.
Pode ser encontrada nos seguintes países: Brasil, Guiana Francesa, Guiana, Suriname e Venezuela.
Os seus habitats naturais são: florestas subtropicais ou tropicais húmidas de baixa altitude.